# 하다영
하다영은 대한민국의 배우이다